# Sergio Arau
Alfonso Sergio Arau Corona (Ciudad de México, 14 de noviembre de 1951), conocido como Sergio Arau, es un director de cine, músico y artista plástico mexicano. Ha dirigido las películas: Un día sin mexicanos y Naco es chido.

## Biografía
Participó en el Festival de Avándaro en 1971 con el grupo "La Ley de Herodes". Debido al trabajo de su padre, Alfonso Arau, creció entre sets de cine y estudios de televisión. Trabajó como caricaturista en la revista Siempre!, en la revista La Garrapata y participó en la fundación de los diarios Unomásuno y La Jornada.
 Estudió cine en el Centro Universitario de Estudios Cinematográficos (CUEC), y su primer cortometraje fue De nomás nosotros (1979). En 1983, formó junto a Francisco Barrios "El Mastuerzo" y Armando Vega Gil el grupo Botellita de Jerez, en donde permaneció hasta 1986, y donde desarrolló el concepto denominado guacarrock, que tendría éxito e influencia en el rock mexicano posterior. En 1984, inició el estilo pictórico que denominó art nacó, en el que integró influencias del pop-art con elementos de la cultura popular mexicana, como la lucha libre, los altares religiosos y la iconografía callejera. Tanto en su música como en su pintura ha reivindicado lo popular y lo "naco" para convertirlo en una expresión artística.
Formó los grupos Sergio Arau y los Mismísimos Ángeles en 1988 y Sergio Arau y La Venganza de Moctezuma   en 1992. En 1999, su cortometraje El muro recibió un Coral de Plata en el Festival de La Habana, una mención especial en el Festival de Huesca y una nominación a un Premio Ariel. A partir de 1990, empezó a viajar a San Diego, por su relación con la actriz Yareli Arizmendi, y en 1994 se estableció definitivamente en Los Ángeles. En 1998, junto a Arizmendi rodó el cortometraje Un día sin mexicanos, antesala a su largometraje y ópera prima Un día sin mexicanos, del 2004. A partir del 2007, realizó el documental Naco es chido sobre la historia de Botellita de Jerez, grupo con el que volvió a actuar regularmente de 2005 a 2012. En 2015 formó la banda Los Heavy Mex con los integrantes del grupo mexicano/norteamericano Rusty Eye.
Es hijo del cineasta Alfonso Arau y de la coreógrafa Magdalena Corona, hermano del conductor de televisión Fernando Arau y sobrino del comediante Sergio Corona.

## Discografía

### Con Botellita de Jerez
- Botellita de Jerez[9] (1984)
- La Venganza del Hijo del Guacarock (1985)
- Naco es chido (1987)

### Con Los Mismísimos Ángeles
- Sergio Arau y los Mismísimos Ángeles (Discos Rockotitlán, 1989)

### Con La Venganza de Moctezuma
- Mi Frida sufrida (Discos Rockotitlán-WEA, 1992)

### Con Los Heavy Mex
- No Me Late La Tira (Sencillo Digital) (Discos Calaca, 2015)
- Quiero Ser Presidente (Sencillo Digital) (Discos Calaca, 2016)
- Rudo (Discos Calaca, 2017)

## Filmografía
- Un día sin mexicanos (2004)[10]
- Naco es chido (2007)

## Premios
- Coral de Plata del Festival de La Habana por El muro
- Premio al Mejor Cortometraje en el Festival de Cine de San Juan por el cortometraje Un día sin mexicanos
- Mejor Guion en el Festival de Cartagena por el largometraje Un día sin mexicanos
- Premio del Público del Festival de Cine de Guadalajara por Un día sin mexicanos
- Mejor Película en el Festival de Gramadom por Un día sin mexicanos[2]